# Gulag (película)
Gulag es una película estadounidense de 1985 dirigida por Roger Young y protagonizada por David Keith y Malcolm McDowell.

## Argumento
Es el año 1980 y la Unión Soviética todavía existe. Mickey Almon es un atleta y ganador de tres medallas de oro que actúa como comentarista de la NBC en Moscú durante las Olimpiadas de Moscú en 1980. Su mujer se llama Susan Almon. Un día el KGB le tiende una trampa allí, es arrestado y condenado injustamente a trabajar en un Gulag, un campo de concentración soviético, por 10 años por espionaje, de los cuales hay muchos en el norte del país.   
Es llevado allí por tren con otros prisioneros. Muchos de ellos son criminales, pero también hay disidentes políticos entre ellos como Matvei y Hooker que solo fueron condenados por sus creencias políticas y religiosas. Una vez llegado, él descubre que el Gulag está dividido en un sector extranjero y otro ruso. Es enviado al sector extranjero, que es mejor por los paquetes que reciben de familiares del extranjero y donde solo tienen que hacer trabajo textil.  
Allí descubre que el sector está lleno de espías verdaderos de todo el mundo que cumplen sentencias por ello. Los tratos que sufren por los guardias son crueles e inhumanos. De vez en cuando se percata también de disturbios en el sector ruso, que son reprimidos allí por los guardias con violencia letal, y donde, contrariamente al extranjero, hacen trabajos forzados muy duros. 
Allí se entera por Kenneth Barrington, un espía inglés, que fue arrestado como parte de un plan de humillar a los Estados Unidos para mostrarle que no es tan fuerte como cree como parte de la Guerra Fría. También le dice que el gobierno estadounidense no le ayudará para encubrirlo ante la opinión pública y le explica, que a los espías se les intercambian tarde o temprano por espías soviéticos, pero que en su caso no ocurrirá por el acto sucio que han hecho, por lo que se encargarán de que esté en el Gulag hasta su muerte. Finalmente le explica, que sería una locura huir por ser un lugar de clima helado, en el que, incluso si consiguiese escapar de allí, tendría que caminar unos 1000 km hasta Noruega y que solo se podría hacer en grupo y practicando también el canibalismo entre ellos.
Al final Almon, temiendo por su existencia, decide escapar, cuando se entera en Navidad que el gobierno soviético ha convencido a su mujer que ha muerto para conseguir sus propósitos al respecto, como le predijo Barrington. Entonces un prisionero extranjero amigo suyo que es mago y lo comprende, le muestra que es posible, si se esconde detrás de una pared falsa en un vagón del tren del Gulag.  
Utilizando eso como base él y Barrington, que teme morir en el Gulag, cometen una infracción para ir al sector ruso, donde está el tren. Allí reclutan a Hooker y, con la ayuda de Matvei, que no quiere huir por ser pesimista al respecto, ellos consiguen hacer la pared falsa, ponerla correspondientemente, esconderse detrás de ella y dejar así el Gulag. Luego dejan el tren a medio camino y empiezan la larga odisea de 1000 km hacia Noruega. Por el camino Hooker muere y ambos tienen que comérselo para sobrevivir y continuar al respecto.  
Finalmente consiguen llegar a Noruega. De allí llegan a Oslo, la capital de Noruega, el 5 de abril de 1981, donde Almon puede reunirse con su mujer. Allí se da cuenta de que Barrington le ha dicho la verdad respecto a su gobierno cuando, antes de reunirse con Susan, quiere darle una medalla para que no se percate de ello a través de su mujer, encubrir públicamente lo que hizo y utilizarlo así contra la Unión Soviética sin importarle nada más. Repudiándolo, Almon se reúne luego con su mujer y se va con ella y con Barrington para celebrar su libertad en medio de periodistas que ven el acontecimiento. 
Al final la película informa sobre el sistema Gulag, donde hay aproximadamente 5 millones de prisioneros, de los cuales 10 000 están allí solo por razones políticas o religiosas. También informa que hay aproximadamente un millón de prisioneros políticos en ese presente en todo el mundo.

## Reparto
- David Keith - Mickey Almon
- Malcolm McDowell - Kenneth Barrington
- David Suchet - Matvei
- Warren Clarke - Hooker
- John McEnery - Diczek
- Nancy Paul - Susan Almon
- Brian Pettifer - Vlasov
- George Pravda - Bukovsky

## Producción
La película fue principalmente rodada en Noruega. También se rodaron unas pocas escenas en Inglaterra.

## Recepción
En el presente la película obtiene en los portales de información cinematográfica y entre la crítica profesional valoraciones positivas. En IMDb, con 741 votos registrados obtiene una media ponderada de 6,6 sobre 10. En Filmaffinity con 88 votos obtiene una puntuación media de 6,2 sobre 10. En Rotten Tomatoes no tiene crítica profesional, mientras que el 58 % entre los menos de 50 valoraciones de los usuarios del agregador le dan una media de 3,6 sobre 5.